# Kayhude
Kayhude er en by og en kommune i det nordlige Tyskland, beliggende i Amt Itzstedt i den sydlige del af Kreis Segeberg. Kreis Segeberg ligger i den sydøstlige del af delstaten Slesvig-Holsten.

## Geografi
Kayhude ligger ved den gamle vejforbindelse mellem Hamborg og Bad Segeberg (Bundesstraße B 432) og floden Alster danner en del af kommunens nord- og østgrænse.